# سیندل (روستا)
سیندل (به بلغاری: Sindel) یک منطقهٔ مسکونی در بلغارستان است که در شهرستان آورن واقع شده‌است.
 سیندل  ۱٬۲۲۱ نفر جمعیت دارد.